# Wormaldia cornuta
Wormaldia cornuta is een schietmot uit de familie Philopotamidae. De soort komt voor in het Neotropisch gebied.